# Cathédrale d'Atri
La cathédrale d'Atri est une église Église catholique d'Atri, en Italie. Il s'agit d'une cocathédrale du diocèse de Teramo-Atri.
Elle a été déclarée basilique mineure en 1964.

## Histoire
L'église actuelle, consacrée en 1223, a été construite sur les fondations d'une précédente. D'autres reconstructions se sont succédé au cours des deux siècles suivants. 
La façade sobre en pierre blanche d'Istrie possède un grand portail du maestro Rainaldo en style gothique avec une grande rosace et une niche avec une figure de la Vierge et de l'enfant. Le mur sud a trois portails : celui de gauche date de 1305 était celui réalisé par Rainaldo, le central date de 1288 avec des sculptures de lions et des symboles de la maison capétienne d'Anjou-Sicile par Raimondo del Poggio, celui de droite, daté de 1302, est aussi de ce dernier. 
Le premier est ouvert tous les ans le 15 août, le jour où se déroule l'Assomption de Marie. Ce privilège a été accordé à la cathédrale d'Atri par le pape Célestin V, né dans la région des Abruzzes et dont la mère était d'Atri.
L'église comprend à gauche un campanile de 56 mètres de haut, œuvre d'Antonio da Lodi au XVe siècle. La tour est surmontée d'un toit pyramidal.

## Description
Le chœur contient un cycle de fresques par le peintre des Abruzzes du XVe siècle Andrea de Litio. Le cycle était destiné à illustrer la vie de Jésus aux moins alphabétisés; En fait, les écrits descriptifs ne sont pas en latin mais en latin vulgaire (la langue utilisée à l'époque, qui s'est ensuite développée en italien actuel). Les personnages sont souvent représentés dans un environnement très intime et simple avec des détails qui accentuent l'explication des situations (par exemple, les animaux domestiques). En outre, les vêtements sont contemporains au moment où le cycle des fresques a été peint, donc pas historiquement précis. Tous ces détails ont été conçus pour permettre au spectateur de s'identifier aux scènes et de sentir les personnages plus familiers.
La cathédrale abrite également un grand orgue. Le musée diocésain est situé à côté de la cathédrale. La crypte était à l'origine une grande citerne romaine. Une autre citerne constitue le fondement du palais ducal. Dans la partie orientale de la ville, il existe un système compliqué de passages souterrains pour la collecte et le stockage de l'eau. 
Le cloître adjacent possède deux étages.

## Source de la traduction
- (en) Cet article est partiellement ou en totalité issu de l’article de Wikipédia en anglais intitulé « Atri Cathedral » (voir la liste des auteurs).